# ロバート・ジャーヴィス

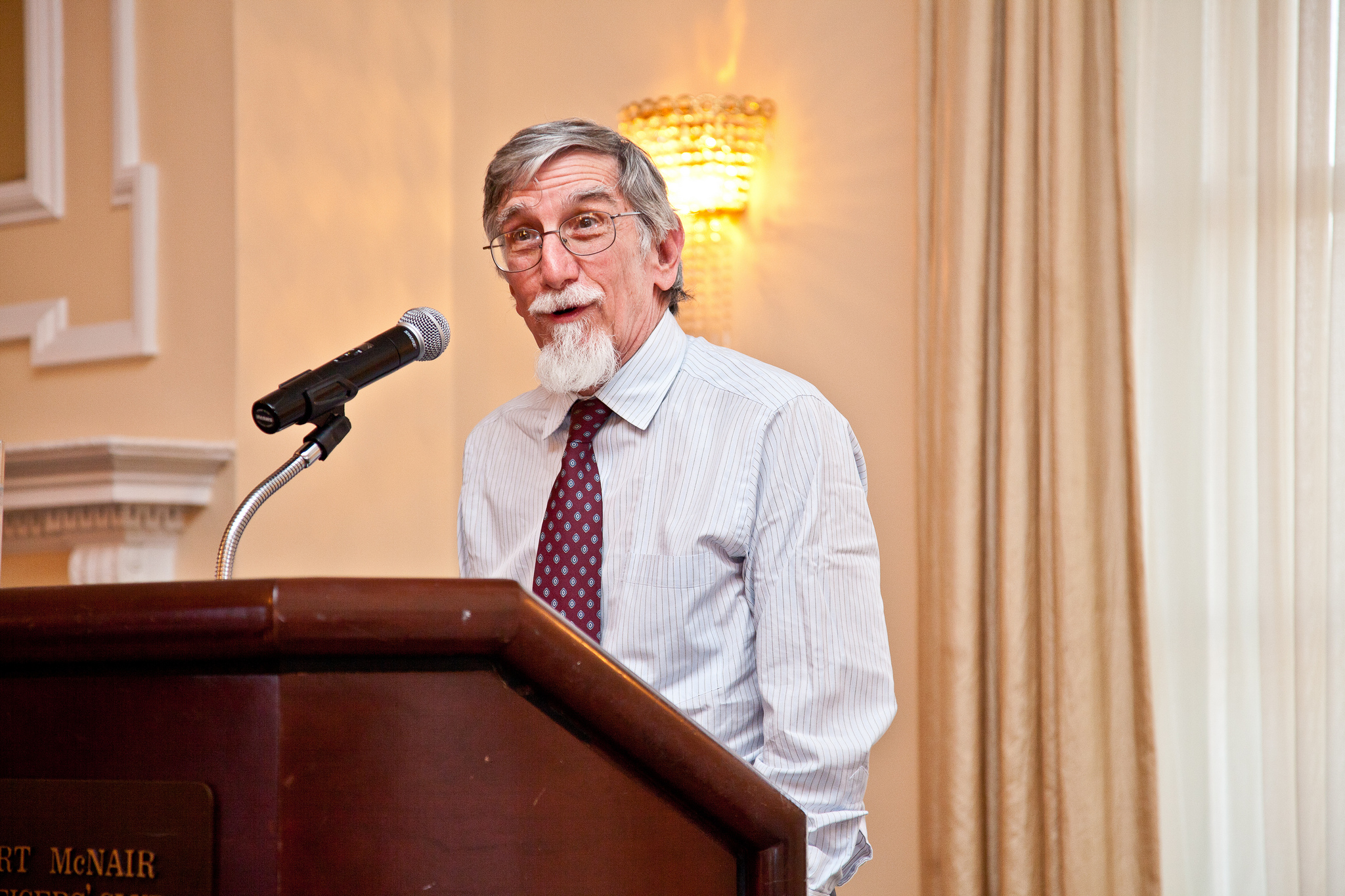
ロバート・ジャーヴィス

ロバート・ジャーヴィス（Robert Jervis、1940年4月30日 - 2021年12月9日）は、アメリカ合衆国の国際政治学者。コロンビア大学政治学部教授。

## 生涯
オーバリン大学卒業後、カリフォルニア大学バークレー校で博士号を取得し、ハーヴァード大学助教授・准教授、カリフォルニア大学ロサンゼルス校(UCLA)教授を経て、1980年からコロンビア大学政治学部教授。国際政治学に心理学的アプローチを導入した主著"Perception and  Misperception in International Politics（『国際政治における認知と誤認知』）"は、国際関係論において「もっとも大きな影響をもった著作」とされる。
1970年代から中央情報局（CIA）のコンサルタントとして、特に中東情勢に関するインテリジェンス情報の分析と核戦略を担当した。2010年にはイラク戦争と大量破壊兵器の存在をめぐる諜報活動の失敗についての検証委員会を組織し、後に最終報告書を公刊している。
国家の関心はパワーの拡大ではなく、目的としての安全保障にあり、パワーによらず安全さえ確保できれば無政府状態であっても国家は戦争に訴えるとは限らない、という見解をとる防御的リアリズム(defensive realism)の代表的論者である。

## 著作

### 単著
- The Logic of Images in International Relations, (Princeton University Press, 1970).
- Perception and Misperception in International Politics, (Princeton University Press, 1976).
  - 『国際政治における認知と誤認知』、阿部大樹訳、みすず書房、2025年
- The Illogic of American Nuclear Strategy, (Cornell University Press, 1984).
- The Meaning of the Nuclear Revolution: Statecraft and the Prospect of Armageddon, (Cornell University Press, 1989).
  - 『核兵器が変えた軍事戦略と国際政治――核革命の理論と国家政策』野口和彦ほか訳、芙蓉書房出版、2024年
- System Effects: Complexity in Political and Social Life, (Princeton University Press, 1997).
  - 『複雑性と国際政治――相互連関と意図されざる結果』、荒木義修ほか訳、ブレーン出版、2008年
- American Foreign Policy in a New Era, (Routledge, 2005).